# Дейвид Лейн
Дейвид Идън Лейн (на английски: David Lane) е лидер и създател на организацията на т.нар. „бели националисти“ в САЩ.

## Биография
Ражда се в семейството на алкохолик, който напуска него, брат му и двете му сестри през 1942 година. Първо членува в обществото на Джон Бърч, а през 1979 г. става основател на денвърското звено на Ку клукс клан. През 1981 г. става отговорник на организацията „Арийски нации“ за целия щат Колорадо. На 22 септември 1983 г. Дейвид Лейн, Робърт Матюс и още седмина полагат основите на „Ордена“ (The Order), братство, което си поставя за цел „да избави своите хора от евреите и да се бори до пълна победа на арийската раса“. През последвалите години „Ордена“ се посвещава на въоръжени грабежи (откраднати са 4.1 милиона долара), поставяне на бомби, подправяне на пари, организиране на подобия на военни лагери и подобни. Сред престъпленията им има и две убийства.
Лейн е автор на популярния сред неонацистите лозунг „14-те думи“: „We must secure the existence of our people and a future for white children“. („Трябва да обезпечим съществуването на нашите хора и бъдеще за белите деца“), както и на „88-те наставления“ (личните му схващания за естествените закони и бялата раса).
Лейн е заловен и осъден на общо 190 години лишаване от свобода за рекет, заговор срещу правителството и тежко нарушаване на гражданските права на радиоводещия Алън Бърг, многократно заплашван от „Ордена“ заради изразените в ефир мнения и убит на 18 юни 1984 година от трима членове на „Ордена“. Лейн е шофьорът за бягството. Лейн умира в затвора.